# Zadębie (Piaseczno)
Pour les articles homonymes, voir Zadębie.
Zadębie (prononciation : [zaˈdɛmbjɛ]) est un village polonais de la gmina de Prażmów dans le powiat de Piaseczno de la voïvodie de Mazovie dans le centre-est de la Pologne.
Le village compte approximativement une population de 110 habitants.

## Histoire
De 1975 à 1998, le village appartenait administrativement à la voïvodie de Varsovie.